# Dohrnia anthina
Dohrnia anthina là một loài bọ cánh cứng thuộc họ Oedemeridae. Loài này được miêu tả khoa học đầu tiên năm 1887 bởi Olliff.